# Муратчали
Муратчали или Муратчалъ (срещат се и формите Мурадчали и Мурадчалъ, на турски: Muratçalı) е село в Източна Тракия, Турция, Вилает Одрин.

## География
Селото се намира на 12 километра северно от Одрин.

## История
В 19 век Муратчали е българско село в Одринска кааза на Одринския вилает на Османската империя. Според „Етнография на вилаетите Адрианопол, Монастир и Салоника“, издадена в Константинопол в 1878 година и отразяваща статистиката на населението от 1873 Мунатчали (Mounatchali) е село с 36 домакинства и 197 жители българи.
Според статистиката на професор Любомир Милетич в 1912 година в Муратчали живеят 30 български екзархийски семейства или 166 души.
При избухването на Балканската война в 1912 година един човек от Муратчали е доброволец в Македоно-одринското опълчение.
Българското население на Муратчали се изселва след Междусъюзническата война в 1913 година.

## Личности
Родени в Муратчали
- Христо Атанасов (1891 – ?), македоно-одрински опълченец, 1 и Нестроева рота на Пета одринска дружина[4]